# انجلین
اینجلین، روستایی از توابع بخش مرکزی شهرستان خرمدره در استان زنجان ایران است. ارتفاع روستای اینجلین از سطح دریا حدود۱۸۸۰ متر است.

## جمعیت
این روستا در دهستان الوند قرار دارد و براساس سرشماری مرکز آمار ایران در سال۱۳۹۵، دارای ۸۴ نفر جمعیت معادل۲۱ خانوار بوده است.

## جاذبه های گردشگری
این روستا در حصار کوهستانی قرار دارد و از با صفا ترین روستا های شهرستان خرمدره است. وجود آبشار های زیبا از جمله آبشار هفت پله ای این روستا، باعث جذب بسیاری از گردشگران به این روستا شده است. این روستا معمولاً تابستان های بسیار خنک و معتدل و زمستان های بسیار سرد دارد و از سرد ترین روستا های شهرستان خرمدره است. این روستا دارای مجتمع پرورش ماهی، دارای غار،طبیعت بکر و دست نخورده،بافت سنتی و پلکانی،چشمه های آب معدنی فراوان،محصولات کشاورزی مانند:گردو،آلوچه،و بسیاری گیاهان دارویی و همچنین آبشار بسیار زیبای هفت پله ای است ، روستای انجلین از شرق با فیله ورین و نجف آباد از جنوب با ماغلاوا و الوند از شمال با علی آباد و از غرب با خراسانلو همسایه است. آدرس پیج اینستاگرام انجلینanjlstan